# Per Carlén
Per Arne Owe Carlén (ur. 19 listopada 1960 w Örebro) – były szwedzki piłkarz ręczny, wielokrotny reprezentant kraju, grał jako obrotowy. Obecnie trener występującego w Bundeslidze HSV Hamburg.
W reprezentacji Szwecji rozegrał 329 meczów, strzelając 1032 bramki. Jest dwukrotnym wicemistrzem olimpijskim w 1992 z Barcelony oraz w 1996 z Atlanty. W 1994 r. w Portugalii zdobył mistrzostwo Europy. Per Carlén jest wielokrotnym medalistą mistrzostw świata. W 1990 r. w Czechosłowacji zdobył mistrzostwo świata. Dwukrotnie zdobywał brązowy medal mistrzostw świata w 1993 r. w Szwecji oraz w 1995 r. w Islandii.
Jego synem jest Oscar Carlén, obecny reprezentant Szwecji.

## Kariera zawodnicza
- IF Hellton
- HK Drott
- IK Heim Mölndal (do 1983)
- HP Warta (1983–1985)
- BM Granollers(1985–1989)
- Atlético Madrid (1989–1991)
- Ystads IF (od 1991)

## Kariera trenerska
- TSV St. Otmar St. Gallen (2006–2007)
- IFK Malmö (2007–2008)
- SG Flensburg-Handewitt (2008–2011)
- HSV Hamburg (od 2011–2011)